# Walter Diggelmann
Pour les articles homonymes, voir Diggelmann.
Walter Diggelmann (né le 11 août 1915 à Zurich et mort le 5 mars 1999 à Guntalingen) est un coureur cycliste suisse. Professionnel de 1939 à 1953, il a notamment remporté une étape du Tour de France.

## Palmarès sur route

### Palmarès amateur
- 1938
  -  Champion de Suisse sur route amateurs
  - Giro del Mendrisiotto
  - 8e du championnat du monde sur route amateurs

### Palmarès professionnel
- 1939
  - 5e du Tour de Suisse
- 1940
  - Berne-Genève
  - 2e du Championnat de Zurich
  - 3e du championnat de Suisse de la montagne
- 1941
  - Championnat de Zurich
  - 3e du championnat de Suisse sur route
  - 3e du Grand Prix Le Locle
  - 7e du Tour de Suisse
- 1942
  - 2e du Championnat de Zurich
  - 7e du Tour de Suisse
- 1943
  - Tour des 3 Lacs
  - 2e du Tour du Nord-Ouest de la Suisse
  - 3e du Championnat de Zurich
- 1945
  - 3e du Tour du Nord-Ouest de la Suisse
- 1947
  - 1reb étape du Tour de Suisse
  - 1rea (contre-la-montre par équipes), 3ea et 4eb étapes du Tour de Romandie
  - 4e du Tour de Romandie
- 1948
  - 9e étape du Tour de Suisse
- 1952
  - 3e étape du Tour de Suisse
  - 9e étape du Tour de France
- 1953
  - 3e du Tour du lac Léman

### Résultats sur les grands tours

#### Tour de France
1 participation 
- 1952 : 50e, vainqueur de la 9e étape

#### Tour d'Italie
- 1940 : 11e
- 1953 : 69e

## Palmarès sur piste

### Championnats du monde
- Paris 1952
  - 4e du demi-fond

### Six Jours
- Six Jours de Chicago : 1948 (avec Hugo Koblet)
- Six Jours de New York : 1949 (avec Hugo Koblet)

### Championnats nationaux
- Champion de Suisse de demi-fond en 1945 et 1950 (2e en 1953 et 3e en 1948)